# 甘巴拉山
甘巴拉山（藏語：གམ་པ་ལ།，威利转写：gam pa la）旧作噶木巴拉岭，藏语的意思就是“无法超越的山”，位于中华人民共和国西藏自治区贡嘎县与浪卡子县交界处，地处雅鲁藏布江与羊卓雍错间的拉轨岗日山的鞍部，是前藏与后藏的习惯分界线。307省道翻越海拔4791米的甘巴拉山口。
山上海拔5374米处建有目前世界最高的人控雷达站甘巴拉雷达站，常年担负进出藏军、民航班，航空兵驻训及抢险救灾等飞行的引导警戒任务，由西部战区空军雷达某旅驻防。1964年因中印边境冲突和贡嘎机场建设，在甘巴拉山新建雷达站，1967年启用。1994年被中共中央军委授予“甘巴拉英雄雷达站"荣誉称号。2011年在雷达站建设ADS-B地面台。

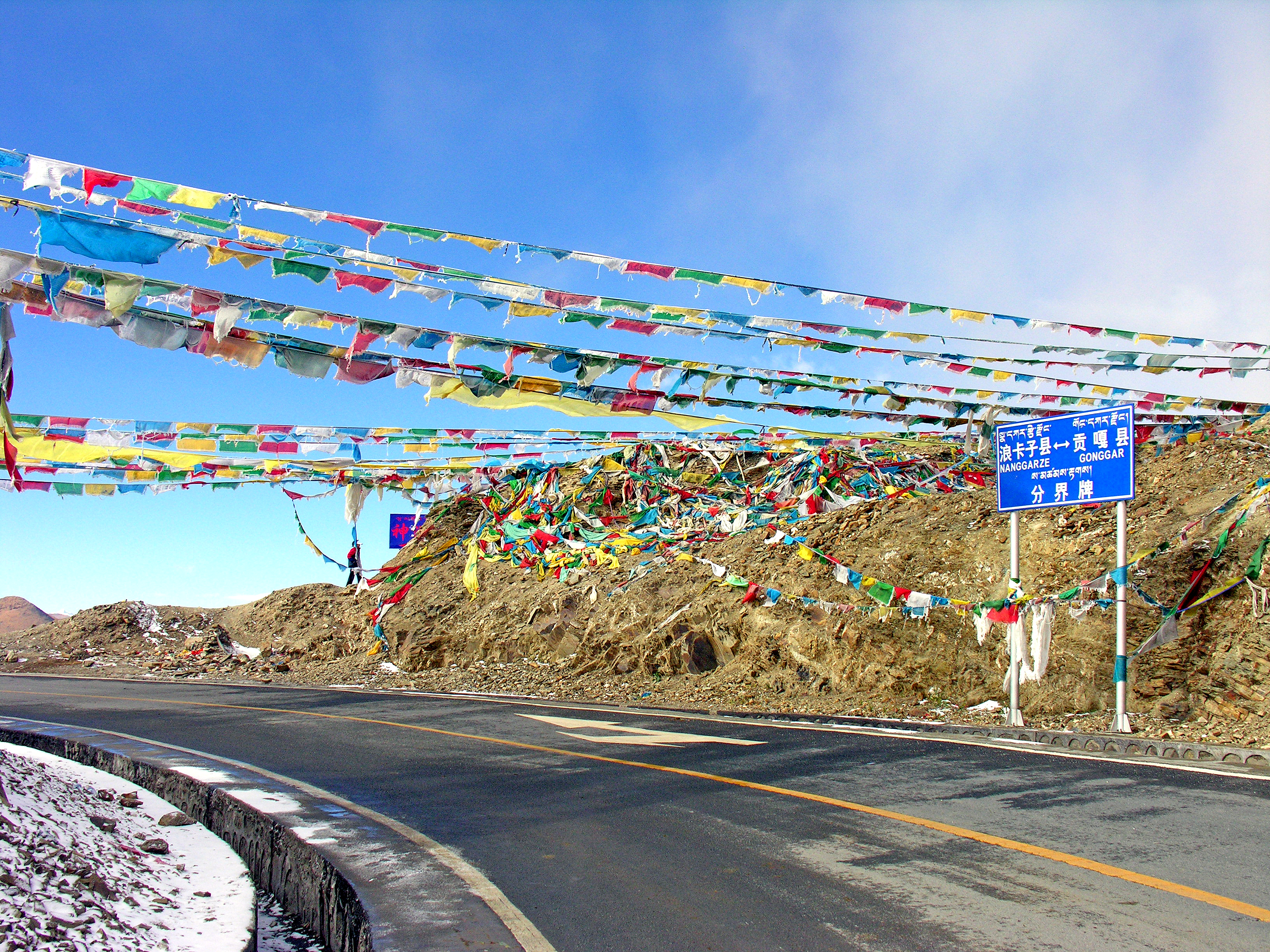
贡嘎、浪卡子分界线
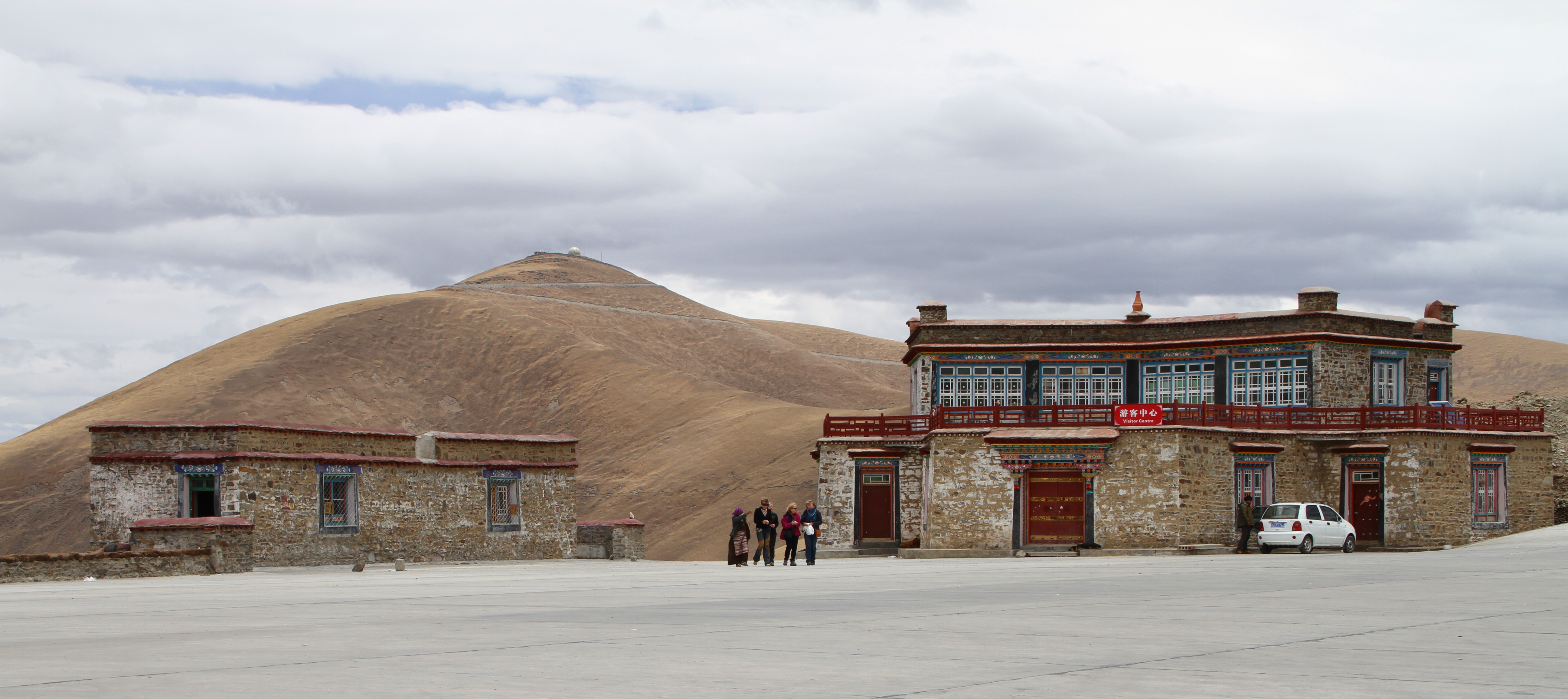
远眺甘巴拉雷达站
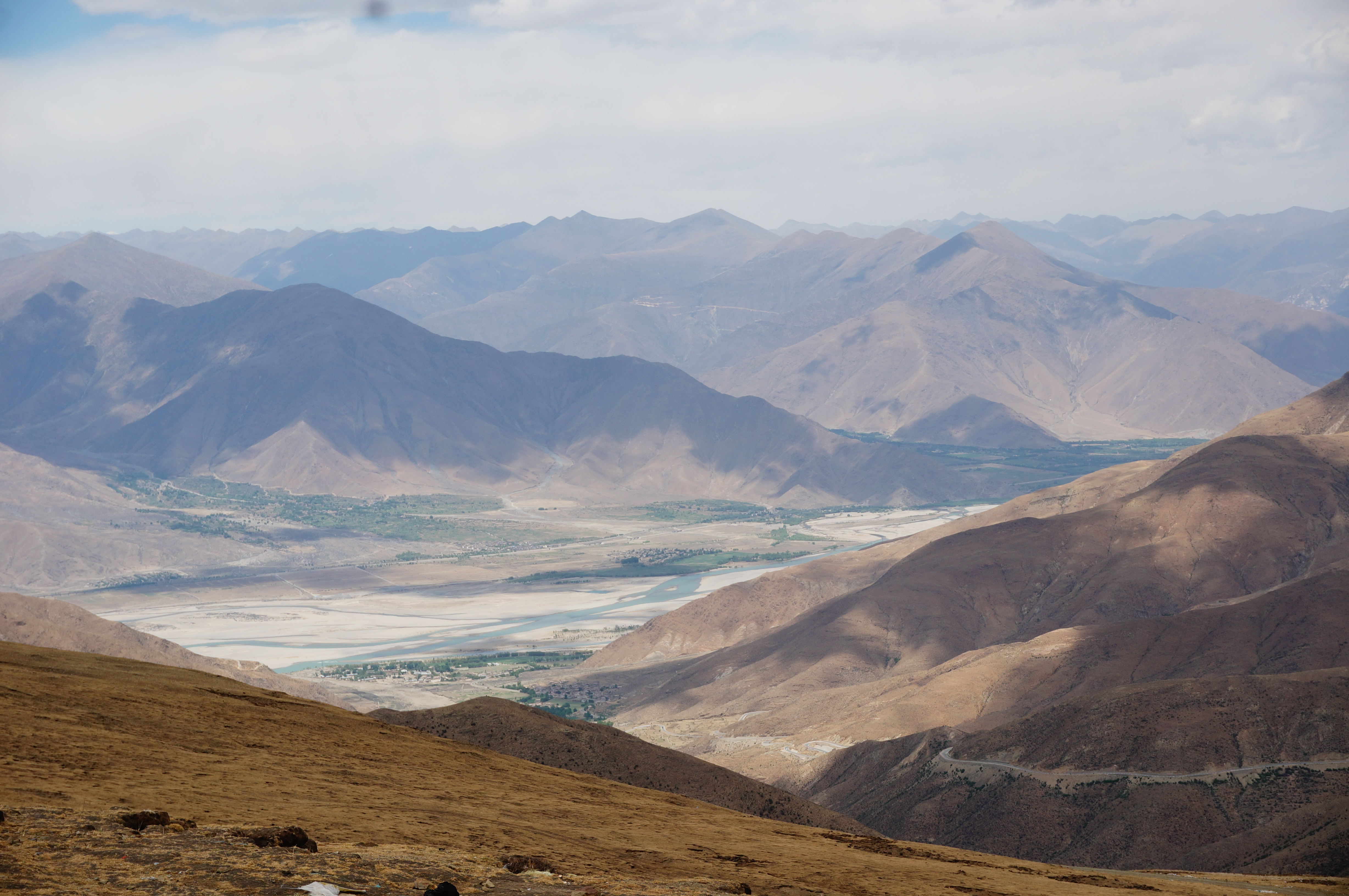
远眺贡嘎雅鲁藏布江河谷
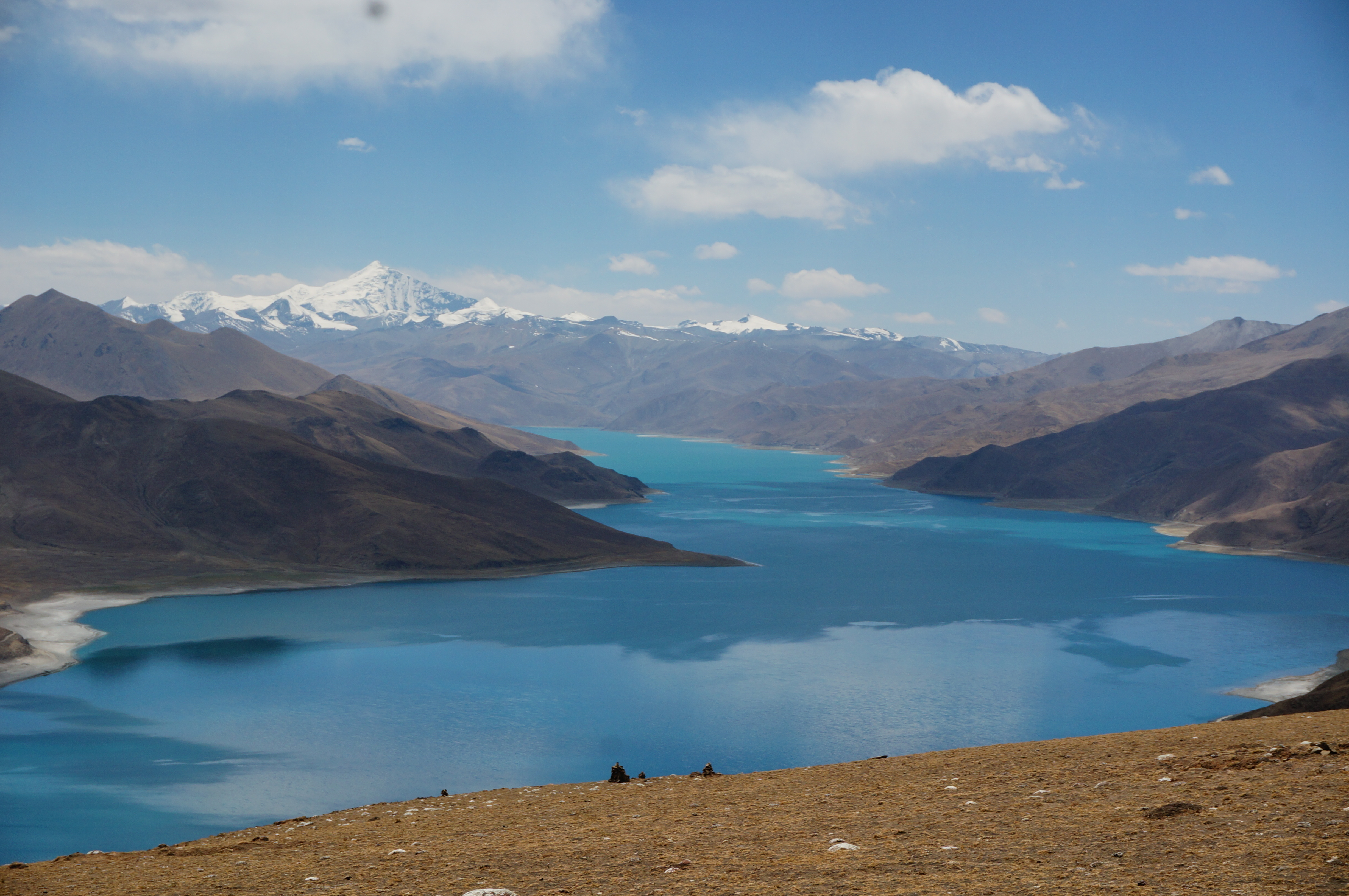
远眺羊卓雍错